# 579. pehotni polk (Wehrmacht)
Za druge 579. polke glejte 579. polk.
579. pehotni polk (izvirno nemško Infanterie-Regiment 579) je bil eden izmed pehotnih polkov v sestavi redne nemške kopenske vojske med drugo svetovno vojno.

## Zgodovina
Polk je bil ustanovljen 28. decembra 1940 kot polk 13. vala na področju WK VI iz delov 216. in 506. pehotnega polka; polk je bil dodeljen 306. pehotni diviziji.
14. četa je bila ustanovljena 20. julija 1942, 13. četa pa decembra 1942.
15. oktobra 1942 je bil polk preimenovan v 579. grenadirski polk.